# الخرشاب (فرع العدين)

تعديل مصدري - تعديل

الخرشاب محلة تابعة لقرية الجلة، التابعة لعزلة العاقبة بمديرية فرع العدين إحدى مديريات محافظة إب في الجمهورية اليمنية، بلغ تعداد سكانها 38 حسب تعداد اليمن لعام 2004.